# 橘家小圓喬
橘家 小圓喬（たちばなや こえんきょう、1877年、1878年前後 - 1920年（大正9年）8月31日）は、落語家。本名は立岩 栄吉。父は4代目三遊亭圓生。
- 父は人情噺を得意とした4代目圓生。
- 若いときから嘱望され10代のころから4代目橘家圓喬の門下で喬之助を名乗った。
  - 同時代に同じく圓喬に入門した2代目三遊亭金朝の実の子で金喬（赤田 金太郎、後の3代目金朝）と競い合いあわされた。
- 明治20年代後半に三遊亭喬三となる。
- 1893年に三遊亭圓坊。
- その後三遊亭鯉朝となる。
- 明治20年代末に橘家志ん喬。
- 1897年に橘家小圓喬となった。
  - 1897年、小圓喬なる直前の志ん喬時代の都新聞に『昨今メキメキと上達せしは此人なり、未年齢は若けれどさすがは圓生の子息、当夜の『天災』は如きは巧いものなれど話の忙しき瑾なり』とあり、嘱望されたが父の没後、襲名の相続問題などで気を病み高座を退いた挙句に入院を繰り返し末に没したという。享年は不明のため逆算はできない。金喬（赤田 金太郎、後の3代目金朝）とほぼ同年輩だとする見方があるため、生まれは1877年、1878年前後。
- 墓は父と同じ台東区大正寺にある。